# 默施巴赫河
50°38′53″N 7°12′52″E / 50.64806°N 7.21444°E

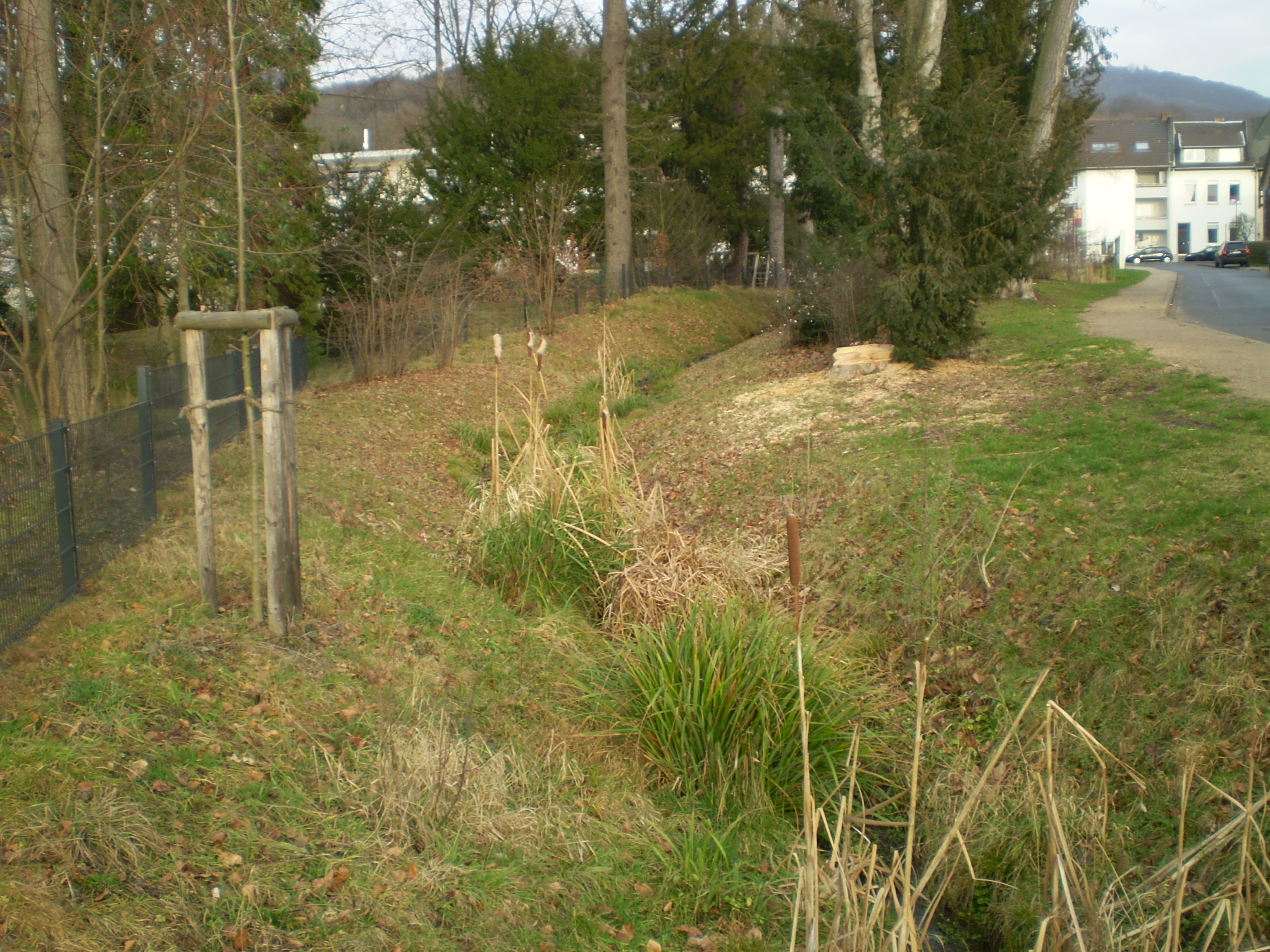

默施巴赫河（德語：Möschbach），是德國的河流，位於該國西部，處於北萊茵-威斯特法倫州，屬於萊茵河的支流，河道全長3.4公里，河畔城鎮有巴特洪內夫。